# Ivaniš Berislavić
Ivaniš Berislavić (zm. 1514) – despota serbski na Węgrzech latach 1504–1514. 
Był następcą Jovana Brankovicza. Jego żona została małżonka poprzednika - Helena Jakšić. Jego panowanie było skoncentrowane na obronie ziem południowych Węgier przed agresją turecką. Jego następcą został jego syn Stefan Berislavić.